# Spider-Ham
Spider-Ham, il cui vero nome è Peter Porker, è un personaggio dei fumetti statunitensi, creato da Tom DeFalco (testi) e Mark Armstrong (testi), pubblicato dalla Marvel Comics. Parodia dell'Uomo Ragno, Spider-Ham è un supereroe-maiale.

## Trama
Peter in origine era un ragno che viveva nel sotterraneo della scienziata pazza May Porker. In seguito a un morso della scienziata (che a sua volta si era precedentemente contaminata usando un asciugacapelli nucleare di sua invenzione) si ritrova trasformato in maiale e assume l'identità civile di Peter Porker, prendendo il cognome dalla pazza che ora è convinta di essere sua zia. Nonostante questo aspetto, condivide con Peter Parker i superpoteri da ragno e diventa il supereroe Spider-Ham.

## Storia del personaggio
Il personaggio di Spider-Ham apparve per la prima volta negli Stati Uniti nel 1983, nella rivista Marvel Tails, in cui sono state introdotte altre parodie di personaggi celebri, come Ghost Rider (Goose Rider), Capitan America (Capitan Americat), Hulk (Hulk Bunny).
In seguito al grande successo della prima storia, a Spider-Ham venne dedicata una intera rivista, Peter Porker, the spectacular Spider-Ham, che arrivò al numero 17.
Il personaggio venne in seguito abbandonato per ricomparire nel 2005 in una storia di De Falco e Lim pubblicata sul primo speciale Spider-Man Family. L'apparizione successiva del personaggio fu in una variant cover disegnata da Mike Wieringo e pubblicata su Amazing Spider-Man n. 528. Attraverso questa copertina, riprodotta anche ne L'Uomo Ragno, il personaggio divenne noto anche al pubblico italiano.
Lo scrittore J.M. Straczynski ha realizzato nel marzo 2007 la sceneggiatura per uno one-shot di Spider-Ham: Ultimate Civil War: Spider-Ham.

## Altri media
- Il personaggio di Spider-Ham appare una volta nella serie televisiva animata: Ultimate Spider-Man (episodio nº20 della prima stagione: "Spider-Pork"); in questa occasione Loki per vendetta trasforma magicamente l'arrampicamuri, e lo fa nel giorno di caccia sacro agli asgardiani, sicché Peter dovrà dare fondo a tutte le sue risorse, e farsi aiutare da tutti i suoi amici per sopravvivere ai cacciatori asgardiani fino al tramonto, ora di chiusura della caccia. In seguito apparirà come Spider-Man di un altro universo, dove appunto Goblin vorrà rubare il suo DNA insieme a quello di tutti gli altri Spider Man. E poi verrà chiamato insieme a tutti gli altri Spider-Man per la battaglia finale contro Spider-Goblin.
- Viene citato da Homer Simpson cantando nel loro film.
- Compare inoltre, tra i protagonisti, nel film d'animazione Spider-Man - Un nuovo universo, e in un cameo alla fine del sequel, Spider-Man: Across the Spider-Verse, facendo intendere che sarà più presente nel successivo sequel Spider-Man: Beyond The Spider-Verse.
- Appare alla fine dei riconoscimenti nel videogioco Spider-Man: Shattered Dimensions.